# Decocção

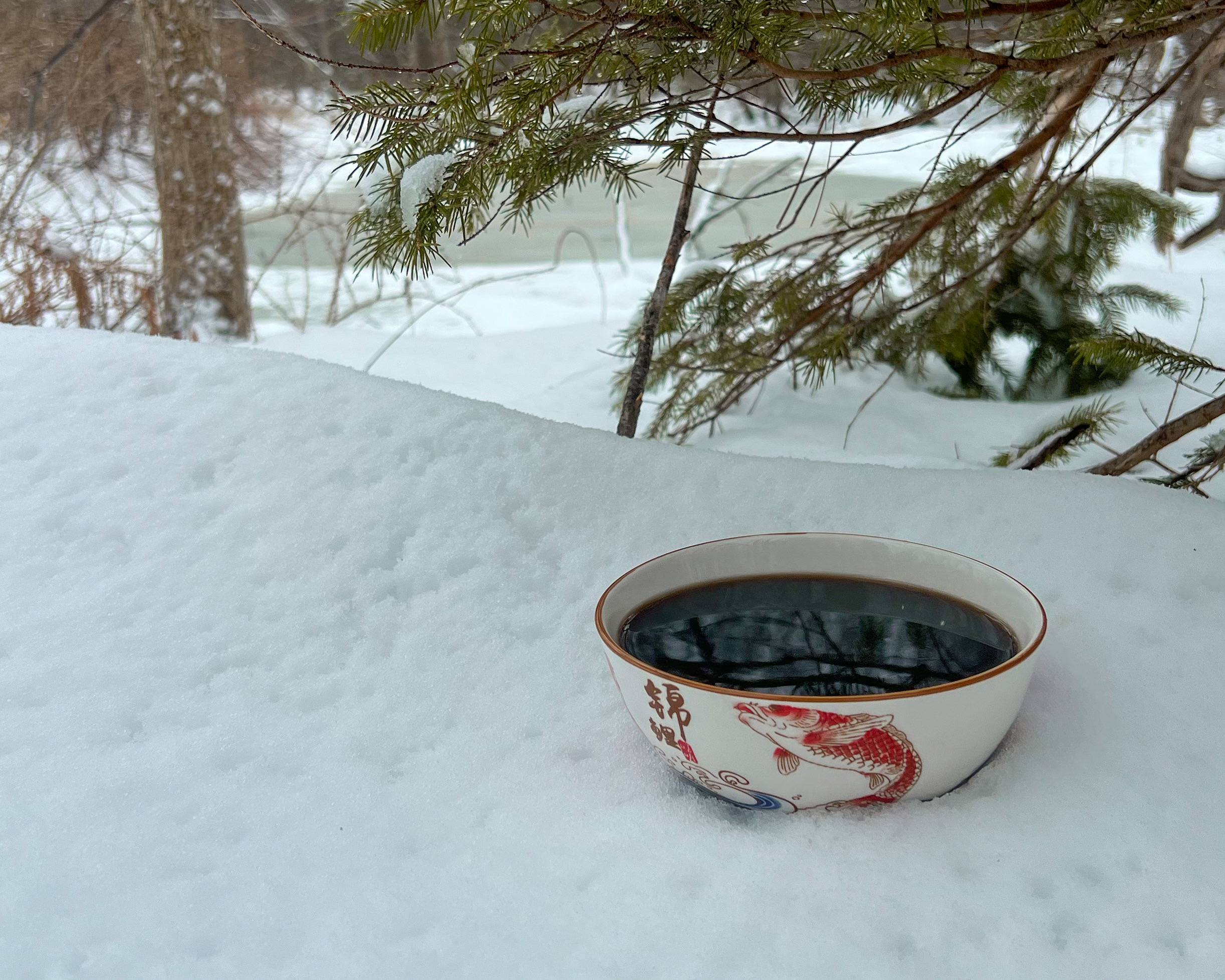
Uma decocção tradicional chinesa de ervas (湯劑/汤剂)

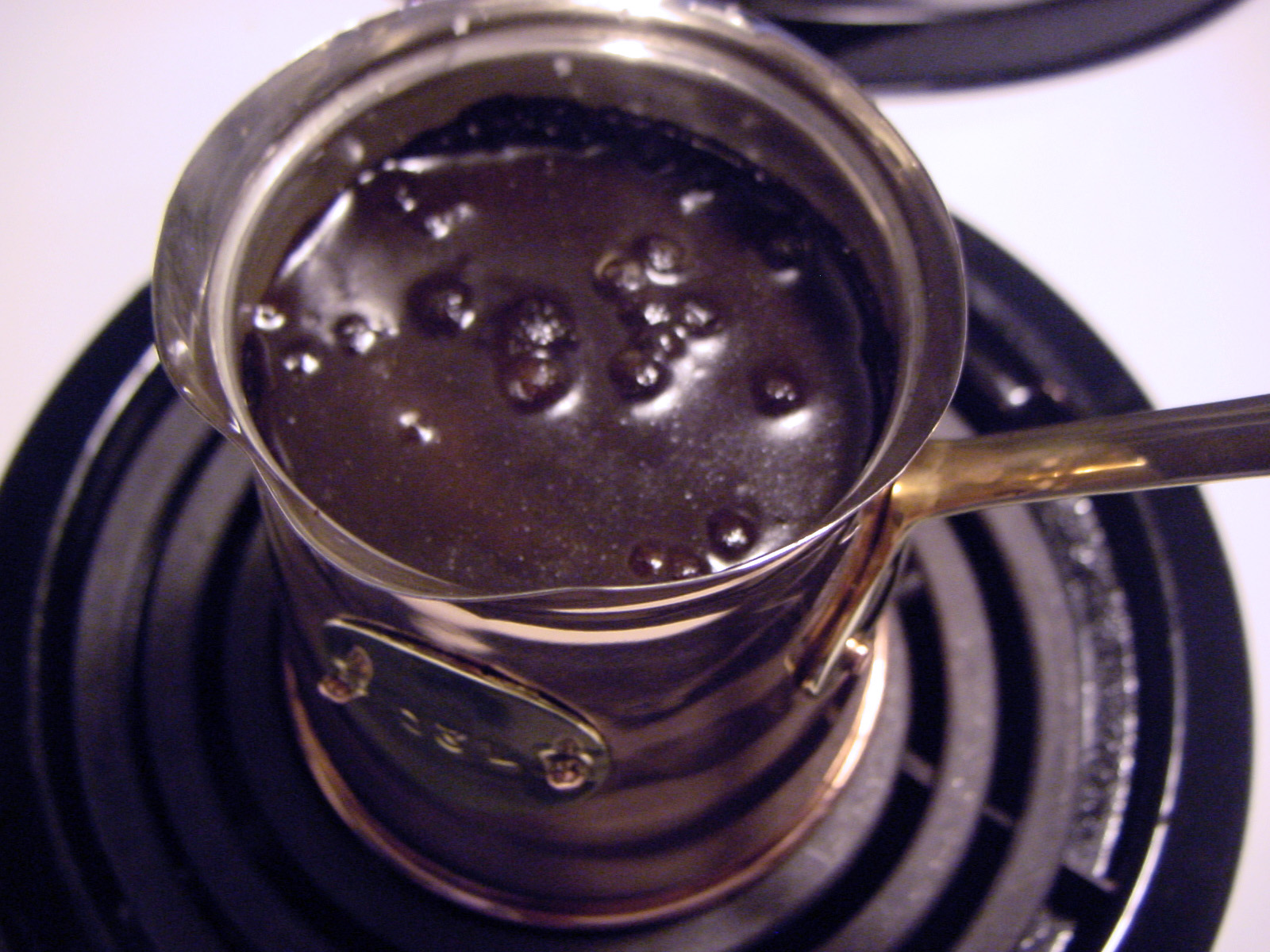
Café turco começando a ferver. A decocção se compara à fabricação de café por percolação

Decocção é um método de extração, fervendo, de material vegetal ou herbáceo (que pode incluir caules, raízes, cascas e rizomas) para dissolver os produtos químicos do material. É o método de preparação mais comum em vários sistemas de fitoterapia. A decocção envolve primeiro a secagem do material vegetal; em seguida, triturar, fatiar ou cortar o material para permitir a máxima dissolução; e, finalmente, ferver em água para extrair óleos, compostos orgânicos voláteis e outras várias substâncias químicas. Ocasionalmente, etanol aquoso ou glicerol podem ser usados em vez de água. A decocção pode ser usada para fazer tisanas, tinturas e soluções semelhantes. Decocções e infusões podem produzir líquidos com propriedades químicas diferentes, pois a diferença de temperatura ou preparação pode resultar em produtos químicos mais solúveis em óleo em decocções do que em infusões. O processo também pode ser aplicado a carnes e vegetais para preparar caldo, embora o termo seja normalmente usado apenas para descrever extratos de plantas cozidas, geralmente para fins medicinais ou científicos.
É uma técnica de emprego restrito, pois muitas substâncias ativas são alteradas por aquecimento prolongado, costuma-se empregá-las com matérias vegetais duros e de natureza lenhosa. O produto obtido chama-se decocto.